# Próspero Mortola

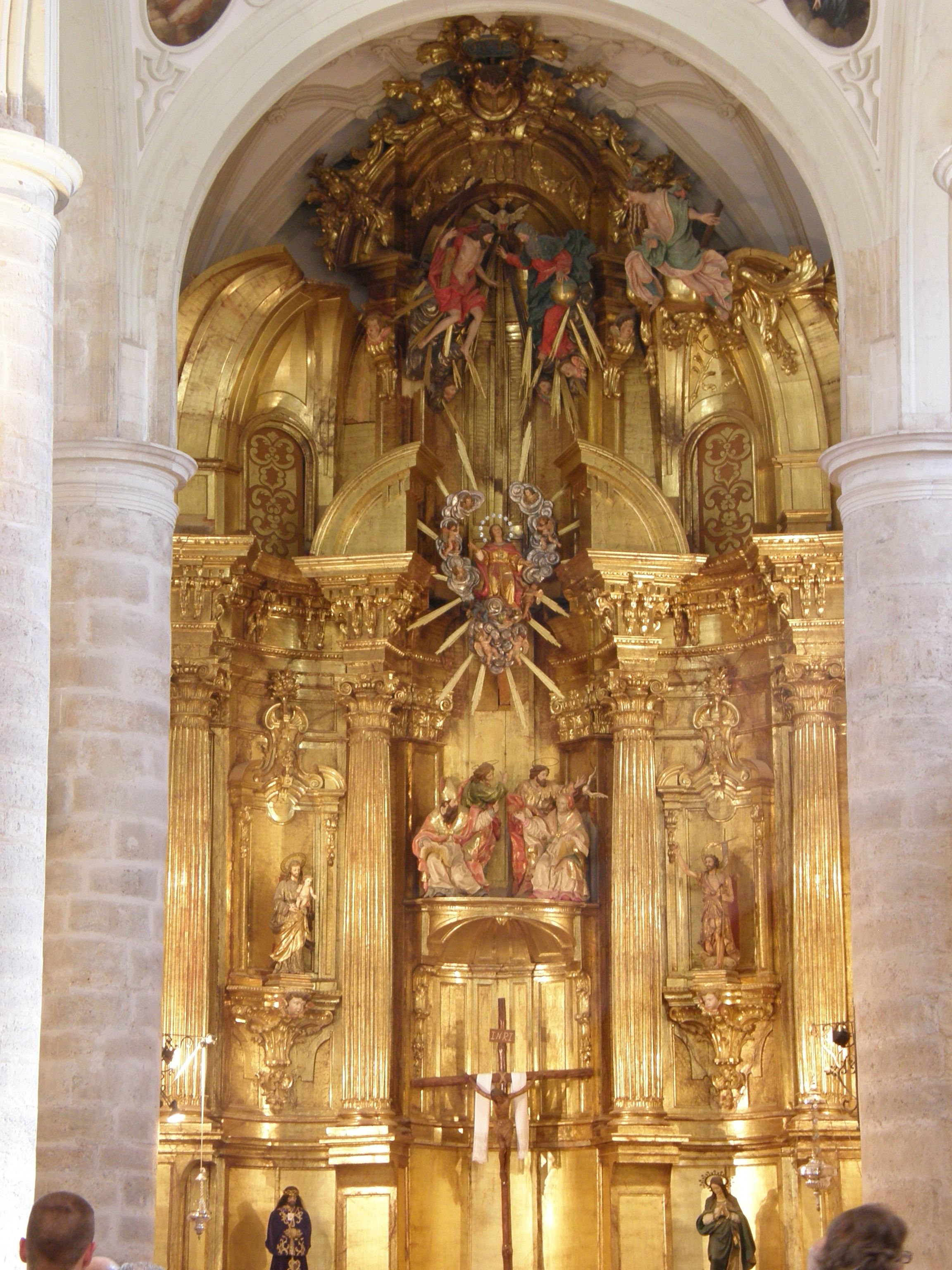
Retablo mayor de la iglesia de Nuestra Señora de la Asunción de Meco (Madrid), dorado y policromado por Mortola.

Próspero Mortola o Mórtola fue un dorador y policromador español del siglo XVIII, nacido en Cádiz de padre genovés. Firmó titulándose dorador del rey el retablo mayor de la capilla de la Virgen de la Portería en la iglesia de San Antonio de Ávila (1732).
Hijo del pintor-dorador Francesco Maria Mortola, afincado en Cádiz, se trasladó a Madrid donde recibió encargos para trabajar en diversas obras reales e iglesias de la capital y su entorno, entre ellas, el dorado del retablo mayor de la iglesia de Meco (1742/1744), en el que el bronceado —obtenido por la aplicación de veladuras sobre el oro— combina con la pintura de efectos semejantes a los producidos por el veteado del mármol, según una técnica que ya había empleada con anterioridad en el retablo de la capilla de la Virgen de la Portería. Se ocupó también del dorado y policromado del retablo mayor de la iglesia de Santa María la Blanca de Alcorcón y realizó tareas diversas dentro de su especialidad en los palacios de Aranjuez y El Pardo (ca. 1770); en este último caso, como dorador y pintor de esculturas a las órdenes del escultor francés Roberto Michel.
Próspero Mortola se casó con Juliana Fernández Ribón, que falleció hacia 1746, y fue padre de Bernardo Mórtola, que se titularía «dorador de Su Majestad y de la llave de su Real Furriera».